# Chordeiles

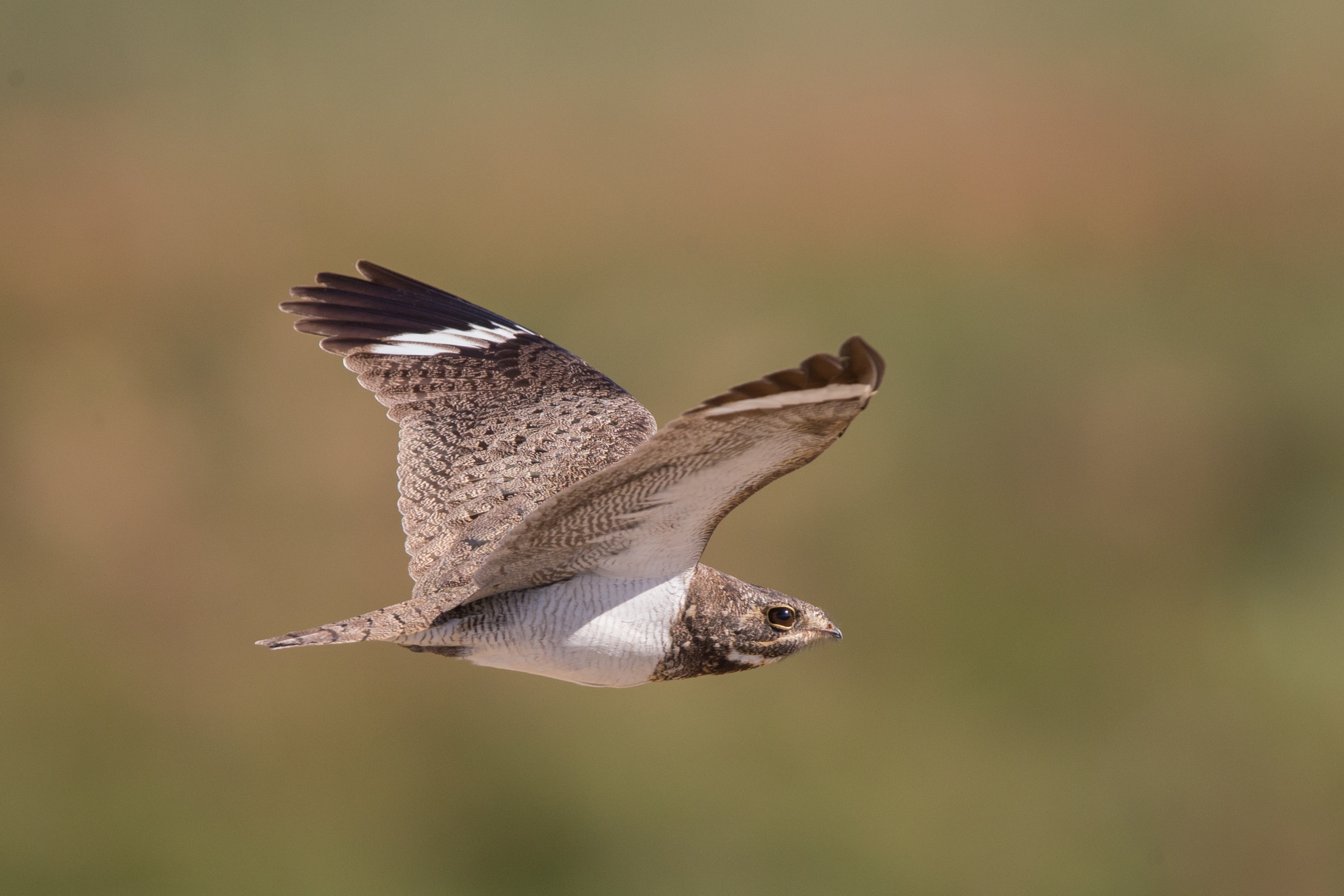
Chordeiles voando

Chordeiles é um género de noitibó da família Caprimulgidae.
Este género contém as seguintes espécies:
- Chordeiles pusillus, Bacurauzinho
- Chordeiles rupestris, Bacurau-da-praia
- Chordeiles minor, Bacurau-norte-americano
- Chordeiles acutipennis, Bacurau-de-asa-fina
- Chordeiles gundlachii
- Chordeiles nacunda[1] ou Podager nacunda, Corucão